# Parker (Colorado)
Parker is een plaats (town) in de Amerikaanse staat Colorado, en valt bestuurlijk gezien onder Douglas County.

## Demografie
Bij de volkstelling in 2000 werd het aantal inwoners vastgesteld op 23.558.
In 2006 is het aantal inwoners door het United States Census Bureau geschat op 41.406, een stijging van 17848 (75,8%).

## Geografie
Volgens het United States Census Bureau beslaat de plaats een oppervlakte van
37,8 km², geheel bestaande uit land. Parker ligt op ongeveer 1753 m boven zeeniveau.

## Plaatsen in de nabije omgeving
De onderstaande figuur toont nabijgelegen plaatsen in een straal van 16 km rond Parker.